# Jean Baptiste Marie Fouque
Pour les articles homonymes, voir Fouque.
Jean Baptiste Marie Fouque, dit aussi Jean-Marius Fouque ou Marius Fouque, né à Arles le 2 juillet 1819, mort à Lorient le 11 avril 1880, est un peintre français.

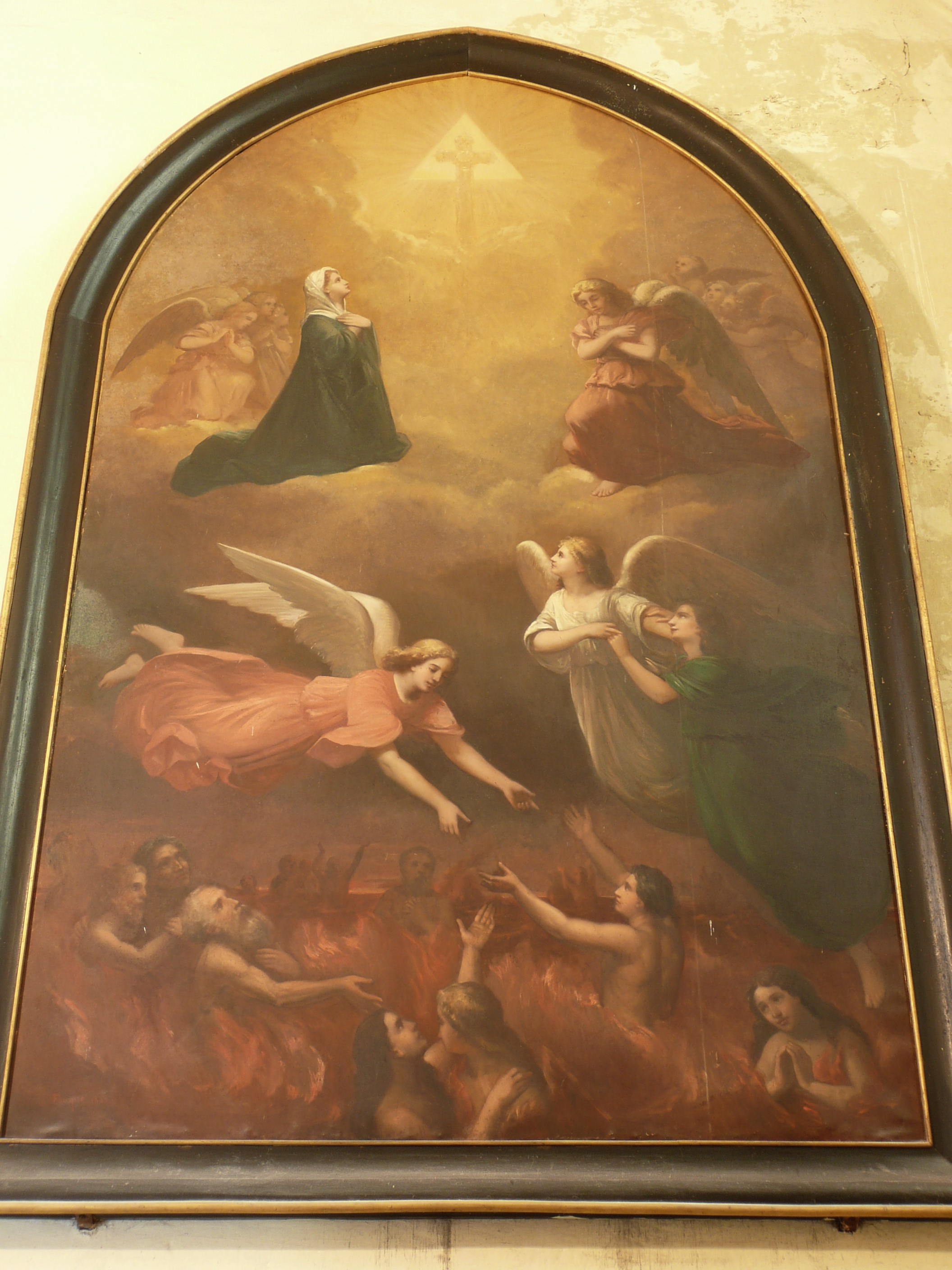
Le Purgatoire (1863),
église Saint-Césaire, Arles.

## Biographie
Fils du serrurier Honorat Fouque et de Marguerite Barbier, Jean-Marius Fouque a pour premier maître le peintre arlésien François Huard. Bénéficiant ensuite d'une bourse de la ville d'Arles, il étudie la peinture à l'École des beaux-arts de Paris sous la direction de Joseph-Léon de Lestang-Parade et de Léon Cogniet. Il expose dès 1846 et bénéficie de nombreuses commandes de l'État. Peintre du Second Empire, il réalise de nombreux portraits de l'empereur et de l'impératrice, et devient peintre officiel de Rama V, roi de Siam.
À la mort de M. Dumas, directeur de l'école de dessin et conservateur du musée d’Arles, il postule pour ce poste à condition de jouir d'un traitement de 3.500 livres et d'un logement convenable, prétentions qui ne sont pas acceptées. II meurt à Lorient en 1880.

## Collections publiques

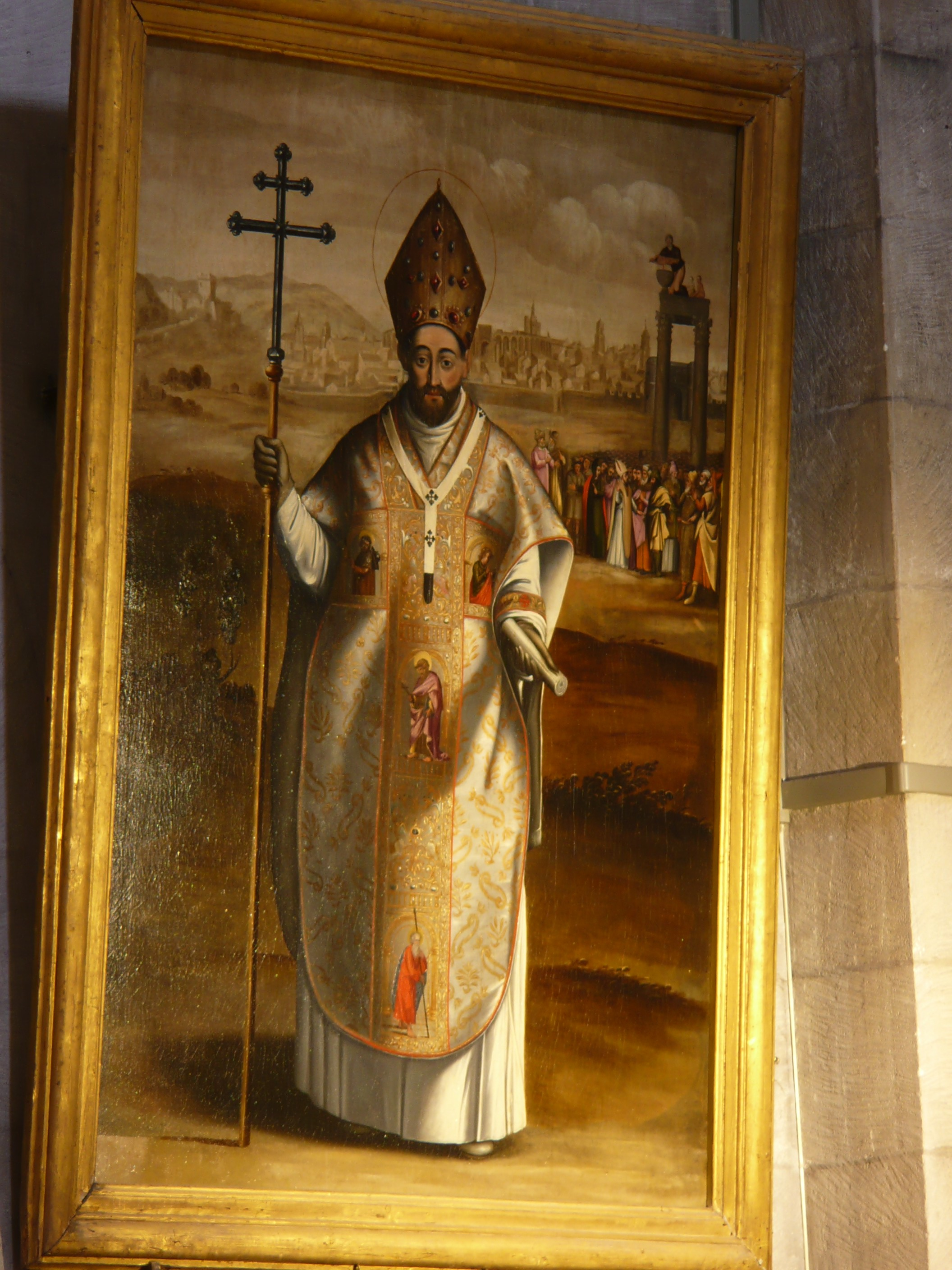
Saint Trophime devant Arles, attribué à Jean-Marius Fouque, ancienne cathédrale Saint-Trophime d'Arles.

- L'Impératice Eugénie, musée du Louvre, Paris[3]
- Le Sculpteur Pradier, musée d'art et d'histoire de Genève
- Portait de Rama V, palais de Warophat, Thaïlande
- Assomption et port d'Arles, chapelle Sainte-Anne de l'église Saint-Césaire, Arles
- Saint Césaire au chevet du préfet de Ravenne, chapelle Sainte-Thérèse de l'église Saint-Césaire, Arles
- Le Purgatoire, chapelle des Âmes du Purgatoire de l'église Saint-Césaire, Arles

Œuvres attribuées
- Vierge de l'Immaculée Conception, église de Barcarin, Salin-de-Giraud (Bouches-du-Rhône)[4]
- Saint Trophime devant Arles, ancienne cathédrale Saint-Trophime d'Arles[5]

### Sources
- Annie Tuloup-Smith, Rues d'Arles qui êtes-vous ?, Les Amis du vieil Arles, 2001, p. 132.
- Fr. et Ph. Dumoulin-Pailliez, « Le peintre Marius Fouque, ami et portraitiste de Pradier » dans Bulletin des amis du vieil Arles, Arles, mars 2009, 32-VIII p. (lire en ligne), p. 11-25